# Camundongo-lanoso
O camundongo-lanoso é uma variedade de camundongos de laboratório geneticamente modificados desenvolvida em 2025 pela empresa estadunidense Colossal Biosciences como parte dos esforços para a desextinção do mamute-lanoso. Os camundongos apresentam características inspiradas nos mamutes, que incluem pelagens lanosas e outras modificações genéticas destinadas à tolerância ao frio.

## Pano de fundo
A Colossal Biosciences, uma empresa estadunidense de biotecnologia, iniciou o projeto do camundongo-lanoso como parte do programa mais amplo dela de desextinção do mamute-lanoso. A empresa fez esforços para restaurar os mamutes-lanosos por meio da engenharia genética de elefantes asiáticos, introduzindo características semelhantes às dos mamutes que permitiriam que as espécies resultantes sobrevivessem em ambientes frios.
A empresa propôs que manadas de elefantes geneticamente modificados com características semelhantes às dos mamutes poderiam ajudar a mitigar as mudanças climáticas por meio do impacto deles nos ecossistemas do Ártico. De acordo com a hipótese da empresa, essas criaturas pastariam de maneiras que promoveriam o desenvolvimento de pastagens em regiões de tundra e reduziriam o degelo do permafrost, diminuindo assim a liberação de dióxido de carbono do derretimento do permafrost.
A pesquisa foi anunciada em março de 2025, com a empresa declarando a intenção dela de produzir o primeiro filhote de elefante geneticamente modificado com características de mamute até o final de 2028.

## Desenvolvimento
A equipe de pesquisa empregou técnicas de edição de genoma para desenvolver o camundongo-lanoso, incluindo a modificação genética direta de óvulos fertilizados de camundongo e a modificação de células-tronco embrionárias de camundongo, que foram então injetadas em embriões de camundongo. Isto foi seguido pela implantação de embriões modificados em camundongos substitutos.
Os cientistas identificaram nove genes específicos associados às características do cabelo (cor, textura, comprimento, padrão e desenvolvimento do folículo). Sete dos genes foram selecionados com base no conhecimento prévio da influência deles na pelagem dos camundongos, com as modificações projetadas para produzir características que se assemelhariam às dos mamutes, como pelos dourados. Isso incluiu FGF5 (fator de crescimento de fibroblastos 5), que está envolvido no ciclo de crescimento do cabelo, e MC1R (receptor de melanocortina 1), envolvido na regulação da produção de melanina. Dois dos genes alvos tinham equivalentes diretos nos mamutes que, acredita-se, contribuem para a pelagem lanosa da espécie. Além disso, a equipe modificou um gene ligado ao metabolismo lipídico em camundongos que também existia em mamutes, levantando a hipótese de que a modificação poderia melhorar a adaptação ao frio.
Embora muitos dos embriões experimentais não se tenham desenvolvido em filhotes viáveis, os camundongos nascidos com sucesso exibiram pelagens lanosas com pelos alongados de cerca de 5 centímetros (2,0 pol) de comprimento, apresentando uma coloração marrom-dourada. A eficiência da edição genética variou entre os espécimes, com muitos indivíduos exibindo 100% das modificações genéticas tentadas. Notavelmente, os ratos com o gene do metabolismo de gordura modificado não apresentaram diferença significativa na massa corporal média em comparação com aqueles sem essa modificação. Até o momento do anúncio, a equipe ainda não havia realizado testes comportamentais para avaliar a tolerância ao frio nos camundongos modificados, embora tenham expressado planos de fazê-lo nos próximos meses.